# Dreierwalder Aa
Die Dreierwalder Aa (Abschnittsnamen: Ledder Mühlenbach – Ibbenbürener Aa – Hörsteler Aa) ist ein 36,1 km langer, orografisch linker Nebenfluss der Speller Aa in der westfälischen Region Tecklenburger Land, Deutschland.

## Geographie
Die Dreierwalder Aa entspringt als Ledder Mühlenbach im nordwestlichen Ende des Teutoburger Walds etwa 3 km nordöstlich von Tecklenburg und etwa 2,3 km nordwestlich von Leeden auf einer Höhe von 114 m ü. NN. Nachdem Wöstemeier am nordöstlichen Ortsrand passiert wurde, erreicht der Ledder Mühlenbach Ledde. Der Fluss passiert die Ortschaft am nördlichen Ortsrand. Der Ledder Mühlenteich wird jedoch vom Mühlenbach umflossen. Ab Ledde fließt der Fluss eine kurze Strecke in westliche Richtungen. Dabei wechselt er seinen Namen und heißt nun Ibbenbürener Aa (ab Stationierungskilometer 29,7).

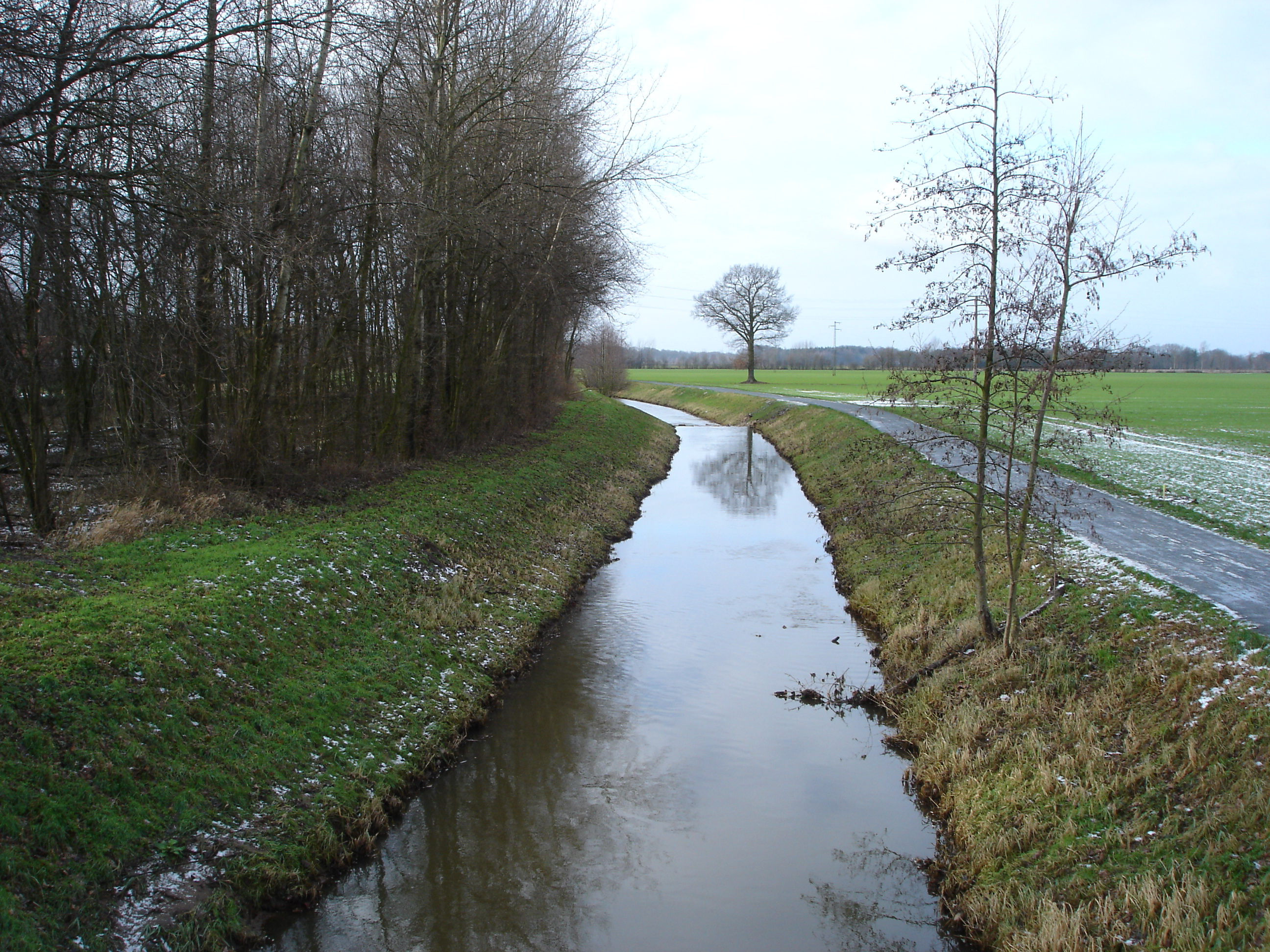
Die Aa bei Ibbenbüren-Schierloh.

Als Ibbenbürener Aa fließt der Fluss weiter in nordwestliche Richtungen. Bevor der Fluss Ibbenbüren erreicht, unterquert er die Bundesautobahn 30. Rund einem Kilometer weiter flussabwärts, am südlichen Ortsrand von Ibbenbüren durchfließt der Fluss nach etwa 10 km Fließstrecke den Aasee. Dieser wurde beim Bau der Autobahn als Regenrückhaltegewässer angelegt und dient heute als Naherholungsgebiet. Während Ibbenbüren am südlichen Ortsrand umflossen wird, passiert der Fluss die Ortschaft Schierloh am nördlichen Ortsrand. Weiter, nach in nordwestliche Richtungen fließend, wechselt der Fluss bei Püsselbüren erneut den Namen und wird Hörsteler Aa genannt (ab Stationierungskilometer 16,6).
Hinter Püsselbüren mündet der vom Dickenberg kommende Jordanbach sowie der Stollenbach des ehemaligen Westfelds ein. Mit einem Düker unterquert der Fluss den Mittellandkanal. Der Düker der alten Fahrt wurde im Zweiten Weltkrieg wiederholt bombardiert, um so den Kanal zum Auslaufen zu bringen, was auch gelang. Um 1990 wurde der Mittellandkanal etwas verlegt, um die zahlreichen Blindgänger zu entschärfen.
Rund einen Kilometer nach der Unterquerung des Mittellandkanals erreicht der Fluss Hörstel. Hier wendet sich der Flusslauf in nördliche Richtungen. Bei Ostenwalde mündet der Bärenortsgraben und der Bodelschwingh-Stollen in die Aa. Hier wendet sich der Fluss wieder nach Westen. Etwa mit der Mündung des Poggenortgrabens wechselt der Fluss wieder den Namen und wird jetzt Dreierwalder Aa genannt (ab Stationierungskilometer 7,5).
Wieder in nordwestliche Richtungen fließend durchfließt die Aa Dreierwalde. Wenig später passiert sie die Grenze zu Niedersachsen und mündet auf 32 m ü. NN linksseitig in die Speller Aa.
Auf ihrem 36,1 km langen Weg überwindet die Dreierwalder Aa einen Höhenunterschied von 82 m, was einem mittleren Sohlgefälle von 2,3 ‰ entspricht. Sie entwässert ein 138,946 km² großes Einzugsgebiet über Speller Aa und Ems zur Nordsee.

## Belastung
Zwischen Ibbenbüren und Püsselbüren werden stark salzhaltige Grubenwasser vom Ostfeld des Bergwerks Ibbenbüren eingeleitet. Die Wasserführung erhöht sich hier dadurch im Mittel um 0,4 m³/s auf 1,78 m³/s. Die Chloridbelastung liegt bei rund 600 Tonnen täglich. Die Aa gilt mit einer Gewässergüteklasse von III-IV als „sehr stark verschmutzt“. Der Salzgehalt entspricht dem der zentralen Ostsee. Lediglich einige wenige spezialisierte Pflanzen- und Tierarten können in diesem Milieu überleben.